# Прапор Вересочі
Хору́гва Вересочі — квадратне сине полотнище, на якому жовті стріла та шабля в андріївський хрест вістрям донизу, увінчані згори білим лицарським хрестом. Прапор має вертикальне кріплення. Автор: О. Желіба.